# Kung Fu Panda: Sekrety Potężnej Piątki
Kung Fu Panda: Sekrety Potężnej Piątki (ang. Kung Fu Panda: Secrets of the Furious Five) – amerykański krótkometrażowy film animowany wytwórni DreamWorks Animation, stworzony specjalnie dla NBC. Światowa premiera filmu odbyła się 9 listopada 2008. Film został pokazany po raz pierwszy w Polsce przez TVN 26 grudnia 2010.

## Fabuła
Panda Po wciela się w rolę nauczyciela kung-fu. Adeptami wschodniej sztuki walki zostają pełne zapału króliczki. Historie z życia wielkich wojowników – Żurawia, Żmii, Tygrysicy, Małpy i Modliszki – mają pomóc im doskonalić charakter.

## Obsada
- Jack Black jako Po
- Dustin Hoffman jako Shifu
- David Cross jako Żuraw
- Randall Duk Kim jako Mistrz Oogway

## Wersja polska
Wersja polska: Start International Polska

Reżyseria: Elżbieta Kopocińska-Bednarek

Dialogi polskie: Andrzej Wójcik

Wystąpili:
- Marcin Hycnar – Po
- Jan Peszek – Shifu
- Krzysztof Bednarek – Królik
- Krzysztof Wójcik – Niecierpliwy królik
- Oliwia Kabat – Nieśmiały królik
- Krzysztof Banaszyk – Modliszka
- Jarosław Domin – Królik

W pozostałych rolach:
- Anna Apostolakis-Gluzińska
- Mikołaj Klimek
- Piotr Bąk
- Grzegorz Pawlak
- Agnieszka Kunikowska
- Elżbieta Kopocińska-Bednarek
- Justyna Bojczuk – mała Żmija
- Tomasz Bednarek – Żuraw
- Julia Kunikowska
- Jarosław Boberek – Małpa
- Andrzej Gawroński – Mistrz Oogway
- Miłogost Reczek
- Janusz Wituch
- Piotr Brzostyński